# Sundborn
Sundborn est une localité de la commune de Falun dans le comté de Dalécarlie en Suède.

## Démographie
En 2020, la population était de 947 habitants.